# Mince alors 2 !
 (décembre 2021).
Si vous disposez d'ouvrages ou d'articles de référence ou si vous connaissez des sites web de qualité traitant du thème abordé ici, merci de compléter l'article en donnant les références utiles à sa vérifiabilité et en les liant à la section « Notes et références ».
Série
Mince alors !
(2012)
Pour plus de détails, voir Fiche technique et Distribution.
Mince alors 2 ! est une comédie française réalisée par Charlotte de Turckheim et sortie en 2021.

## Synopsis
Isabelle et sa nièce Nina ouvrent un centre de cure et détox dans le Sud de la France.
Elles y accueillent quatre adolescents envoyés par la mairie, deux sœurs Marion et Lio et Émilie, une amie de longue date qui s'est fait larguer par son mari Carlos.

## Fiche technique
- Titre original : Mince alors 2 !
- Réalisation : Charlotte de Turckheim
- Scénario : Charlotte de Turckheim, Gladys Marciano et Antoine Schoumsky
- Musique :
- Décors : Julie Wassef
- Costumes : Amandine Cros
- Photographie : Fabrice Sebille
- Montage : Catherine Schwartz
- Producteur : Christine Gozlan et Dominique Besnehard
  - Producteur exécutif : David Poirot
- Sociétés de production : Thelma Films, Mon Voisin Productions et M6 Films
- Société de distribution : Le Pacte
- Pays de production :  France
- Langue originale : français
- Format : couleur — 2,35:1
- Genre : Comédie
- Durée : 105 minutes
- Dates de sortie :
  - France :
    - 25 août 2021 (Angoulême)
    - 22 décembre 2021 (en salles)

## Distribution
- Catherine Hosmalin : Émilie
- Lola Dewaere : Nina
- Charlotte de Turckheim : Isabelle
- Patrick de Valette : Baptiste
- Charlotte Gaccio : Marion
- Johanna Piaton : Lio
- Marc Riso : Sylvain
- Barbara Bolotner : Jessica
- Angelina Gomez : Estelle
- Sabri Ghazala : Karim
- Brice Verger Doucy : Eliot
- Charlotte Ndebeka : Leïla
- Jean-Marc Otlinghaus : Maxime
- Céline Jorrion : Claire
- Pierre Cassignard : Carlos
- Antoine Schoumsky : le notaire
- Renaud Gillier : Boris
- Farida Rahouadj : la mère de Karim
- Wahid Bouzidi : le père de Karim

## Autour du film
Après un premier volet à Brides-les-Bains dans les Alpes en Savoie, le film est cette fois tourné dans les Alpilles en région Sud PACA. Catherine Hosmalin et Lola Dewaere reprennent leur rôle et on y retrouve certains personnages secondaires du premier volet, notamment Barbara Bolotner.
C'est le dernier film de Pierre Cassignard avant son décès survenu le 20 décembre 2021.
Si le premier film était un succès surprise avec 1,4 million d’entrées,cette suite est un gros échec avec seulement  66 380 spectateurs.

### Précédent
- 2012 : Mince alors !